# Cuthred del Kent
Cuðred (VIII secolo – 807) fu sovrano del Kent dal 798 all'807.
Dopo la rivolta anti-merciana del Kent guidata da Eadberht III Præn e dopo il breve regno di quest'ultimo, che fu sconfitto nel 798, re Cœnwulf di Mercia riprese il potere nel Kent, mettendo sul trono il re cliente. Durante il regno di quest'ultimo, l'arcivescovato di Lichfield fu formalmente abolito dal Concilio di Clovesho del 12 ottobre 803. In questo modo l'arcivescovato di Canterbury riprese quello status che re Offa di Mercia gli aveva tolto. Fu durante il regno di Cuðred che il Kent subì per la prima volta gli attacchi dei Vichinghi. Dopo la sua morte nell'807, sembra che Cœnwulf abbia agito direttamente come re del Kent.